# Bernardo Fedrighini
Bernardo Fedrighini (Predore, 2 gennaio 1646 – Brescia, 22 febbraio 1733) è stato un architetto italiano.
Condusse magistralmente gli studi a Brescia specializzandosi in architettura ed edilizia religiosa. Oltre al disegno di chiese nel territorio bresciano, eseguì anche quello per la chiesa parrocchiale di Sant'Alessandro di Villongo, dedicata alla Santissima Trinità e a sant'Alessandro di Bergamo, priva di forme singolari e veramente distinte, ma dotata di una certa sodezza e grandiosità di struttura.

## Biografia
A Brescia, il Fedrighini ideò e realizzò la facciata in marmo della chiesa dei Santi Faustino e Giovita, patroni della città, assistito da Francesco Faino, Danilo Zoppo, Bartolomeo Lanza e Michele Fedrighini. Fu inoltre addetto alla fabbrica del Duomo Nuovo di Brescia, diventando Presidente della Fabbriceria, compito che lo impegnò pressoché tutta la vita. Fu lui ad erigere i muri settentrionali e meridionali delle grandi Cappelle del Corpus Domini e delle Santissime Croci. Ambedue le cappelle occidentali verso la piazza furono innalzate dalle fondamenta sino al grande cornicione d'ordine corinzio. 
L'architetto bergamasco rischiò la vita durante i lavori di costruzione del Duomo nuovo bresciano. Un giorno, all'età di 84 anni, mentre si trovava a dirigere e sorvegliare i lavori della fabbriceria, uno scalpello cadde dall'alto delle impalcature, ferendolo in fronte e facendolo crollare a terra. La robusta costituzione valse a rimarginare in breve l'ampia e profonda ferita, mentre alla presidenza della fabbriceria gli succedette l'allievo Gian Battista Marchetti, anch'egli originario di Predore.

## Opere a lui attribuite
- Chiesa parrocchiale di San Siro Vescovo di Castel Mella, in stile barocchetto lombardo, costruita negli anni 1708-1747 [1].
- Chiesa parrocchiale della Santissima Trinità e Sant'Alessandro, nel centro della frazione di Sant'Alessandro nel comune di Villongo, bell'edificio a pianta centrale, del 1692.
- Facciata marmorea della chiesa parrocchiale dei Santi Faustino e Giovita di Brescia, degli anni 1698-1711, considerata il suo più grande capolavoro.
- Chiesa parrocchiale di San Giorgio Martire di Ovanengo di Orzinuovi.
- Ristrutturazione della Chiesa parrocchiale della Natività di Maria Vergine di Rudiano nel 1709.
- Chiesa parrocchiale di San Michele Arcangelo di Calino, risalente alla prima metà del XVIII secolo ed è stata consacrata nel 1768.
- Chiesa parrocchiale di San Martino di Tours di Marone, nel 1708.
- Chiesa parrocchiale di Sant'Andrea Apostolo di Pompiano, edificata tra il 1687 e il 1690.
- Ristrutturazione della chiesa parrocchiale di San Lorenzo di Manerbio.
- Chiesa parrocchiale di Santa Maria Assunta in Oriano (oggi San Paolo) negli anni 1700-1710.
- Chiesa parrocchiale di San Carlo Borromeo in Valle di Lumezzane, del 1716.
- Chiesa parrocchiale di Santa Maria Immacolata di Nave, del 1711-1730.
- Chiesa parrocchiale di San Giacomo Maggiore di Ospitaletto, del 1707-1720.
- Chiesa parrocchiale di San Nicola di Bari di Riva di Solto, in stile barocco-neoclassico, del 1729.
- Santuario della Madonna del Castello di Gandosso.
- Chiesa parrocchiale dei Santi Cornelio e Cipriano di Artogne.
- Palazzo Martinengo Palatini in Piazza del Mercato a Brescia.
- Villa Archetti di Santa Giustina di Castenedolo.
- Nuovo ingresso al Duomo vecchio di Brescia.
- Cappella del Santissimo Sacramento in Sant'Agata di Brescia.